# Солдр
Сулдр (фр. Sauldre) је река у Француској. Дуга је 181 km. Улива се у Шер. 